# František Kralert
František Kralert (27. listopadu 1812 Pelhřimov – 4. července 1879 Pelhřimov) byl český lékař a politik, v 2. polovině 19. století starosta Pehřimova, poslanec Českého zemského sněmu a Říšské rady.

## Biografie
Profesí byl lékařem a působil jako první primář a ředitel pelhřimovské nemocnice. Vydal spis o léčivých vodách v Čechách. V letech 1848–1874 zastával funkci starosty Pelhřimova. Roku 1938 byla po něm v tomto městě pojmenována ulice Dr. Kralerta na základě návrhu místního muzejního spolku.
Po obnovení ústavního života v Rakouském císařství počátkem 60. let 19. století se zapojil i do zemské a celostátní politiky. V zemských volbách v Čechách v roce 1861 byl zvolen v kurii venkovských obcí (volební obvod Pelhřimov – Pacov – Kamenice – Počátky) do Českého zemského sněmu. Zvolen byl jako oficiální kandidát českého volebního výboru Národní strana. Opětovně byl zvolen do sněmu za týž obvod v zemských volbách v lednu 1867 i v krátce poté konaných zemských volbách v březnu 1867.
V srpnu 1868 patřil mezi 81 signatářů státoprávní deklarace českých poslanců, v níž česká politická reprezentace odmítla centralistické směřování státu a hájila české státní právo. Mandát na sněmu obhájil také v zemských volbách v roce 1870 a zemských volbách v roce 1872. Čeští poslanci tehdy na protest praktikovali politiku pasivní rezistence, při níž bojkotovali práci zemského sněmu. Kvůli absenci tak byli zbavování mandátů a v nově vypsaných doplňovacích volbách byli vesměs manifestačně voleni znovu. Kralert byl takto do sněmu opětovně zvolen v doplňovacích volbách v říjnu 1873, v červenci 1874, na jaře 1875, v únoru 1876, a dubnu 1877. Po celé toto funkční období sněmu od roku 1872 se ale fakticky na jeho práci nepodílel. Znovu byl zvolen v řádných zemských volbách v roce 1878. Setrval zde do své smrti následujícího roku. Trvale náležel k Národní (staročeské) straně.
V téže době také zasedal v Říšské radě (celostátní zákonodárný sbor) ve Vídni, kam byl zvolen ve volbách do Říšské rady roku 1873 za kurii venkovských obcí, obvod Tábor, Pelhřimov atd. I zde ale postupoval ve shodě s českou politickou reprezentací a bojkotoval práci parlamentu. Z politických důvodů se nedostavil do sněmovny, čímž byl jeho mandát i přes opakované zvolení prohlášen za zaniklý.
Zemřel roku 1879 na „ochrnutí plic.“